# William Beamisch
William Paul Beamisch, född 30 maj 1888 i Thonon-les-Bains, Haute-Savoie, död 2 januari 1969 i Paris, var en fransk bobåkare. Han deltog vid olympiska vinterspelen 1928 i Sankt Moritz och placerade sig på 14:e plats.